# Liste des commanderies templières en Aragon
Cette liste recense les commanderies, forteresses et maisons de l'Ordre du Temple qui ont existé dans la communauté autonome d'Aragon en Espagne.

## Faits marquants et Histoire
À l'époque des templiers, l'Aragon n'est qu'une partie des territoires appartenant à la couronne d'Aragon. Les templiers ayant leur propre répartition territoriale, ces commanderies étaient aux ordres d'un maître de province. Jusqu'en 1240, il s'agissait de la province de Provence et partie des Espagnes avant que cette très grande province, qui comprenait également la Catalogne, la Navarre, une partie des régions françaises Languedoc-Roussillon, Midi-Pyrénées et Provence-Alpes-Côte d'Azur ainsi qu'une partie du département des Pyrénées-Atlantiques, ne soit scindée en deux. Cette scission donna naissance à la province templière d'Aragon qui comprenait toujours la Catalogne et la Navarre.
L'éducation du roi Jacques Ier d'Aragon, un des acteurs majeurs de la Reconquista, fut confiée à partir de 1215 aux templiers du château de Monzón.

## Commanderies
| Commanderie     | Ville actuelle (ou à proximité)  | Observations |
| --------------- | -------------------------------- | --- |
| Alfambra        | Alfambra                         | , |
| Ambel           | Ambel                            | , |
| Añesa           | Ejea de los Caballeros           | , |
| Boquiñeni       | Boquiñeni                        | [ 1 ] |
| Burbáguena      | Burbáguena                       | Maison du Temple (1196-1250) mentionnée dans la chronique de Jacques Ier d'Aragon en 1226. Elle faisait partie des possessions de l'ordre du Saint Rédempteur qui ont intégré le Temple en 1196 et fut vendue au roi d'Aragon en 1250. 1196: Casa de Burbagana |
| Calatayud       | Calatayud                        | [ 10 ] |
| Cantavieja (an) | Cantavieja                       | Domus Templi de Vetulacante ; Conventi Vetule Cante |
| Castellote      | Castellote                       | [ 1 ] |
| Huesca          | Huesca                           | , |
| La Zaida        | La Zaida                         | aliénée en 1295 au seigneur Artal de Alagón (es) |
| Luna            | Luna                             | Maison dépendante de Huesca |
| Monzón          | Monzón                           | [ 14 ] |
| Nonasp (es)     | Nonaspe                          | [ 15 ] |
| Novillas        | Novillas                         | [ 3 ] |
| Paúles de Sarsa | Paúles de Sarsa (Aínsa-Sobrarbe) | dépendante de Monzón |
| Pina de Ebro    | Pina de Ebro                     | [ 1 ] |
| Ricla           | Ricla                            | [ 1 ] |
| Villarluengo    | Villarluengo                     | Maison du Temple unie avec La Cañada de Benatanduz et rattachée à la baillie de Cantavieja. |
| Villel (es)     | Villel                           | , |
| Zaragoza        | Saragosse                        | , |

| Localisation en Aragon (Liens vers les articles correspondants) |
| --- |
| \| C&L. Castille- La Manche Cata- logne Communauté valencienne Midi-Pyrénées Navarre · Alfambra Ambel Añesa · Boquiñeni · Burbáguena · Calatayud · Cantavieja · Castellote · Huesca · La Zaida Luna Monzón Nonasp Novillas · Paúles · Pina · Ricla Villarluengo · Villel · Zaragoza Ribaforada \| |
| C&L. Castille- La Manche Cata- logne Communauté valencienne Midi-Pyrénées Navarre · Alfambra Ambel Añesa · Boquiñeni · Burbáguena · Calatayud · Cantavieja · Castellote · Huesca · La Zaida Luna Monzón Nonasp Novillas · Paúles · Pina · Ricla Villarluengo · Villel · Zaragoza Ribaforada       |

### Autres biens
Il s'agit des alleux, censives, fiefs et autres seigneuries dépendants des maisons du Temple / commanderies principales énumérées ci-dessus.

#### Province de Huesca
| Commanderies et maisons du Temple subordonnées de la province de Huesca |
| --- |
| \| Catalogne Midi-Pyrénées Huesca Alcalá Algás D. Altabella Arniellas Barbuñales Bellestar Chimillas Esquedas Huerrios Jaca Pertusa Pompién Monzón Alcolea Ariést. Ballobar Belver Calavera Casanovas Castejón Castelflorite Chalamera Cofita Colungo Crespán Estiche Paúles Pomar La Ribera Santalecina Litera San Juan Jánovas Muro Chaubère Gardeny Luna \| |
| Catalogne Midi-Pyrénées Huesca Alcalá Algás D. Altabella Arniellas Barbuñales Bellestar Chimillas Esquedas Huerrios Jaca Pertusa Pompién Monzón Alcolea Ariést. Ballobar Belver Calavera Casanovas Castejón Castelflorite Chalamera Cofita Colungo Crespán Estiche Paúles Pomar La Ribera Santalecina Litera San Juan Jánovas Muro Chaubère Gardeny Luna       |

- Commanderie de Huesca[19],[20],[21] :
  - Alcalá del Obispo (1179)[22]
  - Algás[23]
  - Arniellas[24] (1239), commune de Rodellar
  - Baibe (1178)[25]
  - Barbuñales: des vignes (1179, 1225)[26]
  - Bellestar (es) (1206, 1219)[27]: ferme avec de nombreuses terres agricoles
  - Chimillas (1246)[28]: Un moulin
  - Colungo (1196): Des hommes et des droits
  - L'almunia de Doña Altabella: ferme et église (1215)[29]
  - Esquedas (es) (1238)[30]: des terres
  - Huerrios (es) (1214)[31]
  - Maison du Temple de Jaca (1170)[32],[N 1]
  - Liesa (1189)
  - Luna (1205), parfois autonome
  - Montmesa (1192)
  - Maison du Temple de Pertusa: un domaine, des maisons et des terres (1179)[33]
  - Pompién (1251)[34]
  - Pueyo de Fañanás (1154)
  - Sarsa (1198)
- Commanderie de Monzón[35],[N 2] :
  - Alcolea de Cinca (église de, 1192)[36]
  - Almunia de San Juan (église de, 1154)[36].
  - Ariéstolas (an) (église de, 1154)[36]
  - Ballobar (église, 1154)[36],[37]
  - Belver de Cinca (fondation en 1240 en réunissant Ficena et Orsuyera)[36].
  - Calavera (église, 1173)[38], aujourd'hui Monte Julia, hameau de Belver de Cinca
  - Casasnovas (église, 1173)[38], commune de Binaced (sud-est)[39]
  - Castejón del Puente (église de Castejón, 1192)[36]
  - Castelflorite (église de Castaillén, 1154)[36]
  - Maison du Temple de Chalamera[40] (château de, 1143 ; église de, 1154 ; commandeur de, 1192)[36]
  - Maison du Temple de Cofita (es) (église de, 1192 ; commandeur de, 1238)[36]
  - Crespán (église, 1192)[36], commune de Fonz
  - Estiche de Cinca (es) (église, 1192)[36]
  - Ficena (église, 1154)[36], commune de Belver de Cinca
  - Larroya (église, 1154)[36], localité de Santalecina (es)
  - Orsuyera (église, 1154)[36], commune de Belver de Cinca
  - Santalecina (es) (château et villa, 1184[41] ; église, 1192)[36]
  - San Esteban de Litera (Litera)[42]
  - Paulès (Acequia de Monzón), au nord de Cofita (es)
  - Pomar de Cinca (es) (église, 1192 ; acequia, 1215)[36]
  - Maison du Temple de La Ribera[42]
    - D'après A.J Forey, cette maison regroupait les possessions au sud de Monzón le long des rives (Ribera) de la rivière Cinca[43] exploitant les acequias de Conchel (1160), Alcolea (1162), Arriba (1191), Pomar (1215), Ontiñena (1219)

  - Sena[36] (église, ?-1184)[N 3]
  - Sijena[36] (église de, ?-1184)[N 3], commune de Villanueva de Sigena.
- Autres lieux dont on ignore le rattachement exact pendant la période templière:
  - Jánovas (1150)[44]: des hommes
  - Muro de Solana (1150)[44]: Des hommes et des droits seigneuriaux

#### Province de Saragosse
| Commanderies et maisons du Temple subordonnées de la province de Saragosse |
| --- |
| \| Commanderie Maison du Temple / Seign. Expl. agricole Commanderie hospitalière Castille & León Castille la Manche Navarre Ambel Añesa Boquiñeni Calatayud Luna Biel Obano Villaverde Nonasp Novillas Pina Ricla La Zaida Saragosse Burbáguena Horta Huesca Monzón Ribaforada \| |
| Commanderie Maison du Temple / Seign. Expl. agricole Commanderie hospitalière Castille & León Castille la Manche Navarre Ambel Añesa Boquiñeni Calatayud Luna Biel Obano Villaverde Nonasp Novillas Pina Ricla La Zaida Saragosse Burbáguena Horta Huesca Monzón Ribaforada       |

- Dépendant de la maison du Temple de Luna[45],[46]:
  - Biel (1147)[47]: Des biens dont la nature exacte n'est pas précisée
  - Château d'Obano (es) (1167)[48] à l'est de Luna
  - Château de Villaverde (Luna) (es)

#### Province de Teruel
Certains de ces biens proviennent de l’absorption de toutes les possessions de l'ordre du Saint Rédempteur (es) en 1196, qui lui-même avait déjà hérité de celles de Montjoie. On ignore l'importance de la maison du Temple de Burbáguena attestée uniquement en 1196 puis en 1226 lorsqu'elle servit de lieu de rencontre neutre entre le roi d'Aragon et Pedro Ahones.
| Commanderies et maisons du Temple subordonnées de la province de Teruel |
| --- |
| \| Commanderie Maison du Temple / Seign. Expl. agricole Commanderie hospitalière Communauté valencienne Alfambra Burbáguena Cantavieja Castellote Villel Camañas Celadas Escorihuela Fuentes Orrios Perales Peña Sarrión Cañada Cuba Iglesuela Mir. Tronchón Villar. Abeja Abenf. Aguaviva Bordón Camarón Cuev. Dos. Jaganta Ginebrosa Seno Ademuz Cabroncillo Libros Teruel Tramacastiel Villastar Algars Horta La Zaida Aliaga \| |
| Commanderie Maison du Temple / Seign. Expl. agricole Commanderie hospitalière Communauté valencienne Alfambra Burbáguena Cantavieja Castellote Villel Camañas Celadas Escorihuela Fuentes Orrios Perales Peña Sarrión Cañada Cuba Iglesuela Mir. Tronchón Villar. Abeja Abenf. Aguaviva Bordón Camarón Cuev. Dos. Jaganta Ginebrosa Seno Ademuz Cabroncillo Libros Teruel Tramacastiel Villastar Algars Horta La Zaida Aliaga       |

- Commanderie d'Alfambra (1196)[52]:
  - Église et maison de Camañas (1196)[52],[53]
  - Celadas[54],[55]
  - Église et maison d'Escorihuela (1196)[52]
  - Fuentes Calientes[53]
  - Orrios[53] [56]
  - Peña del Cid (es)[53] / Peñacil [56]
  - Église et maison de Perales (1196)[52] - Perales del Alfambra
  - Sarrión (1248)[57]
- Commanderie de Cantavieja (baillie) (an)[58]:
  - La Cañada de Benatanduz [56]
  - La Cuba [56]
  - La Iglesuela del Cid (La Gresola)
  - Mirambel
  - Tronchón
  - Villarluengo [56]
- Commanderie de Castellote (baillie)[59],[60]:
  - Abeja (Teruel) (es)[61] [56]
  - Abenfigo (es)[62]
  - Aguaviva[62]
  - Bordón[62]
  - Les termes de Camarón (es) (en partie)[61], commune de Mas de las Matas[62]
  - Cuevas de Cañart (es)[62]
  - Dos Torres de Mercader (an)[62]
  - Jaganta (es) / (an): Saganta[61]
  - La Ginebrosa[62]
  - Ladrunyán (an)[62]
  - Las Parras de Castellote[62]
  - Luco de Bordón (an)[62]
  - Santolea (es) / (an): Santoleya[62]
  - Seno[62]
  - Torremocha (es)
- Commanderie de Villel (es)[63],[64]:
  - Château de Ademuz (es) - Ademuz[65]
  - Cabroncillo (es)[66], château et seigneurie ruinés situés au sud-est de la commune de Riodeva[N 4]
  - Château de Libros (es) - Libros[67]
  - Les maisons de l'ordre du Saint rédempteur de Teruel[68],[69] [56]
  - Tramacastiel[70]
  - Villastar ((an): Bellestar)[70],[71]